# Tetraleurodes rugosus
Tetraleurodes rugosus és un hemípter del gènere Tetraleurodes de la família dels Aleiròdids.
L'espècie va ser descrita científicament per primera vegada per Corbett el 1926.